# Agathomyia wankowiczii
Agathomyia wankowiczii är en tvåvingeart som först beskrevs av Johann Andreas Schnabl 1884.  Agathomyia wankowiczii ingår i släktet Agathomyia och familjen svampflugor. Arten är reproducerande i Sverige. Inga underarter finns listade i Catalogue of Life.

## Bildgalleri

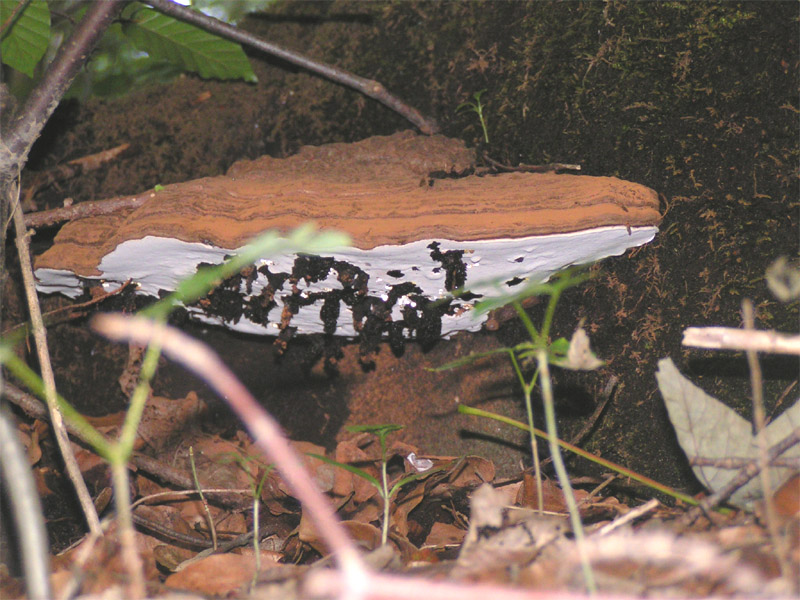